# Valeriu Sterian
Valeriu Octavian Sterian (n. 21 septembrie 1952, Râmnicelu, România – d. 16 septembrie 2000, București, România), cunoscut ca Vali Sterian, a fost un muzician, cântăreț și compozitor român de muzică folk și rock.
A fost unul din liderii generației care a pus bazele folkului românesc, cea din anii 1970. Remarcându-se deopotrivă ca muzician și textier, Vali Sterian a adus contribuții majore în dezvoltarea genurilor folk și folk rock în România, dar și în realizarea fuziunii între linia melodică și mesajul exprimat de versuri. Iubitor de protest și cu un spirit acid, Sterian a reprezentat un segment artistic practic neîntâlnit în întreg peisajul muzicii românești. Pendulând între ironie și cinism, a criticat constant în cântecele sale lipsa de orientare a omului societății contemporane, nedreptatea, subproducțiile muzicale și de critică ale vremii sau ororile determinate de Războiul Rece.
De-a lungul activității sale a colaborat cu importanți muzicieni români precum Dan Andrei Aldea, Alexandru Andrieș, Nicu Alifantis, Doru Stănculescu, Mircea Bodolan sau Maria Gheorghiu. A cântat pe aceeași scenă cu nume sonore ca Joan Baez și Cliff Richard și a sprijinit mulți tineri muzicieni de folk, rock sau pop.

## Activitate artistică
Valeriu Sterian s-a născut pe 21 septembrie 1952 în Știubei, comuna Râmnicelu, lângă Râmnicu Sărat, județul Buzău. Tatăl său, profesor de matematică și de muzică va fi cel care îi va cultiva de timpuriu pasiunea pentru muzică. Prima întâlnire cu scena o are la patru ani, la o serbare școlară în Râmnicu Sărat.

### Începuturile muzicale: Copiii Florilor
În timpul liceului începe să studieze pianul și vioara, dar ulterior se reprofilează, simțindu-se mai atras de baterie. Cântă la baterie și voce în formația liceului, Copiii Florilor, fondată chiar de el și cu care debutează în 1969. Din acea perioadă Vali își dezvoltă un profund simț al ritmurilor muzicale, care își va pune amprenta mai târziu în creația sa. De asemenea, în timpul activității cu Copiii Florilor, descoperă chitara și începe să își dezvolte metode pentru acest instrument, nelipsit în toate aparițiile sale scenice.
Atras de limbile străine, începe să corespondeze cu tineri din Anglia și Franța. Aceștia îi trimit albume cu Beatles, ceva greu de digerat în acele vremuri, motiv pentru care tatăl său este chemat să dea declarații la Securitate. În primăvara lui 1971, cu puțin timp înaintea încheierii clasei a XII-a, este exmatriculat pentru două săptămâni din liceu pentru că, în cadrul unui concurs desfășurat la Buzău, a cântat piese din repertoriul Beatles. Atunci tatăl său este rechemat la Securitate. Vali s-a închis în camera lui și a strigat: „Vino, Doamne, să vezi ce-a mai rămas din oameni!”. Acest strigăt de furie și de durere al unui tânăr căruia i se cerea să nu mai fie el însuși va deveni refrenul uneia din cele mai cunoscute și importante creații ale sale, „Nopți”.

### Lansarea laPrimăvara Baladelor: Vali și Carmen
În anul 1972 se mută la București ca student la Universitate în cadrul Facultății de Psihologie, pe care o va absolvi în 1976, devenind licențiat în psihologie. Din cei patru ce formau Copiii Florilor, rămân doar doi, Vali și Carmen Marin („ambii de sex masculin”, după cum sublinia revista Flacăra), formând grupul folk Vali și Carmen. La cererea lui Vali, cei doi dau o audiție la Clubul Universitas în fața lui Dan Andrei Aldea, muzician deja consacrat cu grupul Sfinx. Aldea a declarat atunci: „A fost cel mai frumos recital pe care cineva l-a dat pentru mine.” Mai mult decât atât, Aldea va fi pe parcursul următorilor ani un mentor pentru tânărul Sterian în ceea ce privește studiul chitarei. Din tatonările componistice ale lui Vali la chitară, se naște primul său cântec, „Om ca oricare”, versurile lui fiind inspirate de mișcarea hippy.
Vali și Carmen ajung în atenția publicului în martie 1973, când participă la Festivalul „Primăvara Baladelor”, aflat la prima ediție. Atunci, ei câștigă premiul de compoziție pentru cel mai bun cântec cu piesa „Nopți”, care intră în topurile săptămânale. Piesa va fi ulterior cenzurată și Vali o va cânta cu refrenul „Vino, mamă, să vezi ce-a mai rămas din oameni!”. Apar cântece noi: „Soarele și luna”, „Eroilor noștri”, „Mica publicitate”, „Educație prin cântec”, „Baladă pentru un soldat”, „Dormi în pace”, „Moara”. Debutul la televiziune se produce cadrul emisiunii TeleTop realizată de Petre Magdin, într-o transmisie directă de la Arad.
În noiembrie 1973, Carmen Marin se retrage, fiind înlocuit de Carmen Cula, o fată de această dată, fosta basistă a grupului Catena (formație în care Vali va cânta pasager la baterie). Se menține astfel numele duo-ului de Vali și Carmen. În această formulă, în martie 1974, se prezintă cu succes la Gala „Top Săptămâna” și la ediția a doua a Festivalului „Primăvara Baladelor” (de această dată în afara concursului). De asemenea, au loc concerte în cluburi studențești, turnee prin țară (alături de Capitol, Mondial și Venus), cât și apariții în programele Televiziunii Române. Duetul își încetează activitatea în 1974. În paralel, Vali cântă alături de Sfinx în piesa A douăsprezecea noapte de Shakespeare, jucată la Teatrul Bulandra.
Pentru programul de sală al Galei „Top Săptămâna ’75”, George Stanca scrie un text de prezentare a artistului: „N-a trecut nici o lună de când l-am prezentat pe Vali la «Parada vedetelor». Spațiul afectat a fost însă atât de redus încât suntem obligați să completăm portretul deja apărut, cu câteva precizări. Dacă ar fi să facem un clasament strict al compozitorilor din folk-ul românesc, nu cred că am greși prea mult dacă l-am situa pe Vali într-unul din primele 2 (două!) locuri. Îl concurează Mircea Vintilă și Doru Stănculescu. Asta atât calitativ, cât și cantitativ. Pentru că Vali este omul care cântând din propriile compoziții, fără bis te poate duce de la București până la Cluj-Napoca, cu o mașină având viteza de 60–70 km/h... Din păcate, el a fost multă vreme tributar firmei «Vali & Carmen», iar acum, luându-și destinul artistic în propriile mâini, glas și chitară, aspiră pe drept cuvânt la o celebritate (reală) pe care mai de mult o merită. Și o merită pentru că are tot ce trebuie unui bun folkist – tehnică instrumentală, vocală, texte simple, directe, cu o tematică de o arie dacă nu totdeauna universală, cel puțin națională. Și melodii, unele remarcabile până la obsesie («Doamne, vino Doamne!»)...”

### Cenaclul Flacăra și debutul discografic

Coperta discului single Cu iubirea de moșie/Cântec de oameni

În 1973, poetul Adrian Păunescu începe organizarea Cenaclului Flacăra, mișcare de muzică și poezie, inițial cu caracter underground. Vali Sterian, împreună cu cei mai importanți artiști folk și rock ai momentului (Mircea Florian, Nicu Vladimir, Doru Stănculescu, Marcela Saftiuc, Dan Chebac, Virgil Ioniță, Sfinx, Pro Musica, Phoenix) se alătură Cenaclului încă de la înființare, contribuind practic la apariția și popularizarea acestuia. Prima piesă compusă de Sterian în cadrul cenaclului este „Cu iubirea de moșie”, pe versurile poetului Ion Horea.
Această melodie, împreună cu „Cântec de oameni”, fac obiectul primului material discografic semnat Valeriu Sterian: un disc single editat la Electrecord în 1977, în cadrul seriei Muzică folk. Materialul este înregistrat cu participarea lui Dan Andrei Aldea (chitară electrică și sintetizator). Cele două piese, difuzate la Radio în acea perioadă, aduc un sunet nou în folkul românesc al anilor ’70.
Apare „Amintire cu haiduci”, cea mai cunoscută creație a sa alături de „Nopți”. Această melodie este editată pe o culegere folk apărută în 1978 la Electrecord, unde Vali Sterian mai figurează cu o piesă, „Eroilor noștri”, compusă cu câțiva ani înainte, în perioada când încă activa în duo. Reprezentând una dintre cele mai populare piese ale folkului autohton și abordând o temă specifică poporului român, „Amintire cu haiduci” a fost preluată de numeroși artiști din sfera folkului și nu numai, și poate fi auzită frecvent în concertele de club. De-a lungul timpului, a fost reinterpretată în diferite stiluri: trupa Raza (cu solista Elena Vasile și chitaristul George Pătrănoiu) a înregistrat-o în 2006 într-o variantă heavy metal, cinci ani mai târziu B.U.G. Mafia a refăcut-o în stil hip-hop, iar în 2023, muzicuțistul și solistul Marcian Petrescu a prelucrat-o sub formă de blues.

### Consacrarea:AntirăzboinicășiVeac XX

Coperta albumului Antirăzboinică

În 1979 apare albumul Antirăzboinică, cu piesa omonimă (pe versuri de Adrian Păunescu) datând din anul 1974, când a fost ilustrată de o filmare în TVR (în cadrul emisiunii Manifest pentru sănătatea Pământului). Pe acest prim disc full-length al lui Vali Sterian o mare parte dintre texte, compozițiile muzicale, vocea, percuțiile (bongos), chitara acustică și cea cu 12 corzi sunt semnate de cantautor. Colaborează în continuare cu Dan Andrei Aldea (chitară electrică), dar și cu alt membru Sfinx, Nicolae Enache (sintetizator, claviaturi). La imprimări mai participă Dan Bădulescu (chitară acustică și bas), la rândul lui, fost membru Sfinx. De altfel, pe acest album se simt influențe de rock progresiv venite de la cunoscuta trupă. Discul a apărut cu o variantă modificată a copertei, cea originală nefiind acceptată de cenzura comunistă.
Nemulțumit de intențiile și regulile impuse de Adrian Păunescu, dar și de faptul că tindea să devină o mișcare populistă, Sterian părăsește Cenaclul Flacăra în 1979. În același an, fondează – alături de Iulian Constantinescu (percuție), Bebe Teodorescu (baterie) și Gabi Vulpe (bas) – Compania de Sunet, formație din care vor face parte de-a lungul timpului muzicieni valoroși din diverse sfere muzicale: rock, folk, pop, blues sau jazz. Din acest moment, înregistrează și concertează sub titulatura Valeriu Sterian și Compania de Sunet, titulatură ingenioasă ce protejează numele protagonistului în fața eventualelor schimbări de componență. Alături de Compania de Sunet, concertează în sălile de teatru (în special „Ion Creangă” și Teatrul Mic), cântă în deschiderea spectacolelor Sfinx din epocă, are turnee prin toată țara, dar și în Bulgaria, Ungaria, Uniunea Sovietică, Polonia, Norvegia, Franța, Marea Britanie, Statele Unite ale Americii. În 1979 participă la Festivalul Cântecului Politic de la Berlin, în R.D.G., iar anul următor, la Festivalul de muzică „Poznań ’80”, în Polonia, fapt soldat cu apariția melodiei „Cântec pentru pace” pe compilația aferentă festivalului. Este invitat la „Melodii ’80”, având o apariție televizată cu „Amintire cu haiduci”, cântată pe scena festivalului, la Sala Palatului. Tot în 1980, efectuează o filmare în platoul TVR cu o piesă extrasă de pe Antirăzboinică, „Ardeal”, pe versurile lui Mircea Micu, ce evocă figura lui Avram Iancu.

Coperta albumului Veac XX

În 1981, Sterian concertează împreună cu cantautorul Mircea Bodolan (chitară și voce), acompaniați de Nicolae Enache (clape), Ioan Rangă (chitară bas) și Iulian Constantinescu (percuție). Tot acum, declară într-un text de promovare a unui concert: „Nu pentru că nu ne mai recunoaștem în acest ocean folk, unii dintre noi evadăm dintre «voci și chitare». Este un drum logic pe care l-au făcut totdeauna cei mai buni, pentru care Folk înseamnă Mesaj, dar și Muzică în primul rând, prin tot ceea ce ea a cucerit pentru umanitate. Voi cânta astăzi lucrări mai vechi și mai noi, încercând să fiu un alt Valeriu Sterian tocmai pentru a rămâne Valeriu Sterian.”
În vara lui 1981, pe litoral, după o încercare nereușită de cristalizare a unei noi formule Compania de Sunet, cu Dan Bădulescu la chitară, Eduard Bălașa (ex-Basorelief) la bas și Lucian Rusu (ex-F.F.N.) la baterie, Sterian rămâne doar cu Edi Bălașa (trecut pe chitară), cu care lucrează la aranjamente și compoziții pentru un nou album. La finalul anului, la chitară revine Dan Bădulescu, care activa în paralel și în Roșu și Negru. Împreună cu acesta, în primăvara lui 1982, înregistrează în studiourile „Tomis” ale Electrecordului materialul albumului Veac XX, apărut pe piață la sfârșitul aceluiași an. Partiturile de chitară bas și baterie sunt susținute de Ioan Rangă, respectiv Iulian Constantinescu, în vreme ce maestru de sunet este regretatul Theodor Negrescu. Compozițiile, construite în jurul dialogului între vocea lui Sterian și chitara electrică a lui Bădulescu, au influențe country rock. Textele abordează teme sociale și filozofice, fiind semnate de Vali Sterian, George Țărnea, William Shakespeare și Adrian Păunescu.
Antirăzboinică și Veac XX sunt două albume de folk rock pur, printre foarte puținele din România, în condițiile în care creațiile celorlalți muzicieni de folk se îndreaptă fie spre jazz (Alexandru Andrieș), fie spre simfonic-progresiv (Nicu Alifantis) sau spre șlagăr (Vasile Șeicaru). De altfel, aceste două materiale discografice, devenite repere ale genului, reprezintă consacrarea definitivă a lui Vali Sterian pe scena folk și rock autohtonă.

### Orientarea către rock:Nimic fără oameni
Pe parcursul anilor ’80 Sterian se îndreaptă tot mai mult către rock (hard, baladă și progresiv), ieșind treptat din sfera folkului. În acest context formula Companiei de Sunet se schimbă de mai multe ori în următorii ani.
În 1984 compune „Axioma copiilor” (pe versurile poetului George Țărnea), piesă ce devine cunoscută în epocă și care, prin balansul reggae abordat, se diferențiază de creațiile anterioare. În același an, Vali înregistrează această piesă alături de Florin Porumb (chitară), Mihai Teleagă (bas) și Iulian Constantinescu (baterie).

Coperta albumului Nimic fără oameni

Florin Porumb îi lasă locul chitaristului Gabriel Nacu, care la rândul său este înlocuit de Adrian Ilie, membru marcant al formației Iris la începutul anilor ’80 și fondator al grupurilor Voltaj (1982) și Incognito (1983). La baterie apare Doru „M.S.” Istudor, alt personaj cunoscut în lumea rockului românesc, fost component al grupului hard rock Harap-Alb și coleg cu Mircea Florian în proiectul de muzică experimentală Florian din Transilvania. Astfel în 1985, formula de concert a Companiei de Sunet devine: Vali Sterian (voce, chitară), Adrian Ilie (chitară), Mihai Teleagă (bas), Doru Istudor (baterie), Liviu Mihalcea (clape).
De asemenea, 1985 este anul în care sunt compuse piesele „Zori de zi”, „Fericire” și „Speranțe vii”, ultima aparținând lui Adrian Ilie. Aceste trei creații rock sunt înregistrate în studioul muzical TVR în primăvara lui 1986, în componența: Vali Sterian (voce, chitară), Adrian Ilie (chitară solo), Jerry Schwartz (bas) și Doru Istudor (baterie).
Sterian se orientează mai mult către activitatea concertistică. Astfel, urmează o perioadă plină de spectacole alături de Mircea Vintilă, Vasile Șeicaru, Ștefan Hrușcă sau Doru Stănculescu, ultimul cântând de multe ori în deschiderea lui Sterian și a Companiei de Sunet. În același timp, participă la marile festivaluri și gale rock, alături de cele mai importante nume ale genului: Roșu și Negru, Iris, Holograf, Voltaj, Compact. Pe perioada sezoanelor estivale concertează pe litoral, în special la restaurantul „București” din Mamaia. În septembrie 1986, Adi Ilie și Istudor părăsesc Compania de Sunet și refondează Voltaj-ul. Sunt înlocuiți cu Cristian Luca (chitară solo) și Marius Keseri (actualul toboșar al Direcției 5), cu care Sterian susține un recital la Festivalul „Primăvara Baladelor”, ediția 1986. Doi ani mai târziu, în toamna lui 1988, Jerry Schwartz se retrage din Compania de Sunet, locul său la bas fiind luat de Laurențiu Cristea. Segmentul instrumentelor cu clape este acoperit de Radu Bacalu și Lucian Blaga.
În această formulă, în 1989 apare cel mai de succes album realizat de Vali Sterian înainte de Revoluție și ultimul editat la Electrecord, Nimic fără oameni. Albumul conține cântece noi precum „Te aștept”, „Zbor în amintiri”, „Urare” sau marele hit „Sunt vinovat”, dar și piese mai vechi, apreciate în concertele din anii ’80 și reînregistrate în noua componență: „Axioma copiilor”, „Fericire”, „Zori de zi”. Materialul are un sunet rock pur, conform dorinței lui Sterian, acoperind o plajă destul de largă a genului, de la baladă până la hard rock și devenind foarte repede cunoscut rândul intelectualilor.
Permanent talonat de cenzori, Valeriu Sterian a scris cântece și texte uluitoare pentru acele vremuri, pline de metafore și de înțelesuri, cu trimitere directă către regimul dictatorial al lui Nicolae Ceaușescu, dar totodată scrise atât de inteligent încât apărătorii sistemului și cenzorii să nu se prindă.

### Revoluția și Piața Universității:Vino, Doamne!
Revoluția din decembrie 1989 a fost și pentru el o sursă inepuizabilă de speranțe, de reînvieri spirituale. Pe 25 decembrie 1989, piesa „Nopți”, cenzurată încă de la apariția ei, răsună la Televiziunea Română Liberă. Întreprinde un turneu în Norvegia și înregistrează la Oslo, alături de un grup de muzicieni și prieteni norvegieni, Netter i Romania/Nopți, piesa căpătând o formă nouă, de baladă rock, adaptată evenimentelor de atunci. Realizează și o filmare la Televiziune pentru această melodie, cu secvențe din timpul Revoluției. „Nopți” devine primul hit liber al României și intră în conștiința publicului ca „Vino, Doamne!”, rămânând o piesă lipită de amintirea celor care au murit atunci.

Coperta albumului Vino, Doamne!

A participat activ la fenomenul Piața Universității din aprilie–iunie 1990, implicându-se în evenimentele sociale de atunci și devenind pentru foarte mulți un lider de opinie. Pe perioada celor 53 de zile cât a durat „Golaniada”, Vali Sterian, alături de Alexandru Andrieș și Cristian Pațurcă, au oferit suportul muzical principal al manifestațiilor. „Nopți” era unul din cântecele de rezistență din Piața Universității, cântat de multe ori de întreaga mulțime în genunchi și cu lumânări aprinse.
În anul 1991 Sterian înființează Compania de Sunet S.R.L., cu scopul de a-și putea produce singur albumele. Formația de acompaniament se schimbă din nou, cu excepția basistului Laurențiu Cristea. Astfel, sunt cooptați toboșarul Dan Incrosnatu și chitaristul Dan Cimpoeru, fost membru în Voltaj și Florian din Transilvania, care va rămâne alături de Vali Sterian până la mijlocul anilor ’90. În această componență, concertează pe scena Sălii Palatului, pe 25 octombrie, în cadrul evenimentului „Mai bine mort decât comunist” (alături de Radu Gheorghe, Nicu Vladimir, Florian Pittiș, Cristian Pațurcă și alții). Aici prezintă publicului mai multe piese de pe noul său album. Intitulat Vino, Doamne!, albumul e lansat pe 15 noiembrie 1991, fiind primul dintr-o serie de trei materiale discografice canalizate pe lupta împotriva regimului neocomunist al lui Ion Iliescu. Mesajele de protest la adresa noului sistem politic scot în evidență curajul artistului și ajung foarte repede în inimile ascultătorilor și ale familiilor neîndreptățite de regim. Piesa „Exercițiu” devine în scurt timp un hit și rămâne un cântec simbol al anilor ’90, datorită modului în care reflectă realitățile politice și sociale ale perioadei de tranziție.

### S-a votat Codul penal, B’Inișor,Evenimentul zilei... și altele

Coperta albumului S-a votat Codul penal

Pe 12 septembrie 1992, la Arenele Romane din Capitală, susține un recital în cadrul Festivalului „Rock '92”, alături de toate marile nume din rockul autohton, Ian Gillan și Uriah Heep. Aici apare cu o formulă nouă a Companiei de Sunet: Dan Cimpoeru (chitară solo), Mihai Petrescu (bas) și Radu Gheorghe (baterie). Alături de aceștia, lansează albumele S-a votat Codul penal (1992), urmat de Evenimentul zilei... și altele (1994). Din punct de vedere muzical, Sterian continuă linia rock de pe materialele precedente, apropiindu-se și mai mult de hard rock. La nivel de versuri continuă cu mesajele acide, pline de satiră și uneori chiar cinism, specifice lui, referitoare la situația socială și mai ales cea politică. Discul S-a votat Codul penal este însoțit de un film cu același nume, regizat de Vivi Drăgan Vasile și editat pe casetă video în 1993. În același an, apare în filmul artistic Vulpe - vânător (în regia lui Stere Gulea), unde interpretează piesa „Chip fără chip” compusă pe versurile scriitoarei Herta Müller. Este invitat, în calitate de toboșar și percuționist, pe albumul Ia toji baladist al lui Nicu Alifantis.
În 1993 Vali Sterian pune bazele propriului studio de înregistrare, „B’Inișor” (situat pe strada Inișor din Capitală). Astfel, pe lângă producțiile proprii, participă la realizarea albumelor altor artiști, lucrând ca muzician de studio și inginer de sunet. Studioul „B’Inișor” devine în următorii ani un important loc de înregistrare și producție muzicală atât pentru unii colegi de generație, cât și pentru tineri aspiranți din muzica folk, pop sau rock.

Coperta albumului Evenimentul zilei... și altele

În 1994 reînregistrează într-o variantă rock mai vechiul hit „Amintire cu haiduci” și îl include pentru prima oară în discografia sa, pe albumul Evenimentul zilei... și altele, ultimul material de stil rock compus de Sterian și primul înregistrat în propriul studio. După finalizarea acestui album, reface complet formula Companiei de Sunet, cooptându-i pe Fredy Onofrei (chitară solo) și pe trei tineri talentați, la acel moment încă elevi ai Liceului de Muzică „Dinu Lipatti” din București: Dan Pirici (chitară bas), Mihai Neniță (clape, vioară) și fiul său – Oliver Sterian (baterie, percuție). Cu această componență, concertează pe 25 mai 1995 la Gala Tele7ABC, apoi, pe 20 septembrie, în spectacolul „Convenția pentru Cargo”, unde este cap de afiș (alături de Iris, Weinberger Blues Machine, Floare Albastră) și unde este prezentat astfel: „Compozițiile sale au influențat conștiințe, au surprins fenomenele de ordin social, politic și moral ale societății românești de-a lungul celor douăzeci și doi de ani scurși de la debut. Ultimele albume sunt, de altfel, exemple cât se poate de grăitoare. În palmaresul său figurează, pe lângă un single editat în Norvegia și încă alte opt albume, filmul «S-a votat Codul penal», o perfectă îmbinare între muzica lui Valeriu Sterian pe de o parte și scenariul și regia lui Vivi Drăgan Vasile pe de altă parte. El reprezintă, de fapt, o istorie ironic-amară a celor patruzeci și cinci de ani de comunism în România.”
La insistențele lui Sterian, Mircea Bodolan revine în muzica folk după o pauză de opt ani, timp în care s-a dedicat exclusiv artei teatrale. Cu aportul lui Sterian, care participă la înregistrările de studio, Bodolan lansează primul său album complet – caseta audio Rănitul dintre linii. Ulterior, Bodolan cântă în calitate de invitat în concertele susținute de Compania de Sunet. Mai mult decât atât, începând cu 1996, Sterian împreună cu același Mircea Bodolan pun bazele și participă la creșterea Casei Eliad, care devine în scurt timp principalul loc de întâlnire și de concerte pentru muzicienii de folk și nu numai. În paralel, cei doi publică revista Folk Club Casa Eliad. Casa de cultură Eliad îi va purta ulterior numele, până la desființare (30 noiembrie 2007), intitulându-se „Folk Club Vali Sterian”.
Colaborează cu Alexandru Andrieș, fiind maestrul de sunet al materialelor discografice semnate de acesta și apărând în postura de baterist și percuționist pe mai multe discuri: Albumul alb (1996), Alb-negru (1999), Texterioare (1999), Vreme rea (2000), Bingo România (2001), Ninge iar (2007), Best of – Jurnalul Național (2010), Vec-hit-uri (2010). La rândul său, Andrieș a realizat părțile de pian, muzicuță și grafica albumului S-a votat Codul penal, lansat de Sterian în 21 decembrie 1992, la împlinirea a exact trei ani de la declanșarea Revoluției în București.

### Revenirea la folk:Vânare de vântșiRugă
În vara anului 1997 cântă pe scena Sălii Palatului împreună cu celebra interpretă de folk Joan Baez. Începând cu același an, prezintă și realizează pentru o perioadă la Televiziunea Română, împreună cu Victor Socaciu, emisiunea săptămânală de folk Vânare de vânt, prin care urmărește promovarea tinerilor muzicieni folkiști.

Coperta albumului Rugă

În 1998 contribuie din plin la producerea primului disc full-length (intitulat De-alaltăieri și până ieri – Vol. I) al colegului său de generație Doru Stănculescu, realizând părțile de chitară, clape, baterie, percuții, mixajele și înregistrările muzicale. De altfel, susține câteva concerte alături de Doru Stănculescu, acompaniindu-l la baterie. Tot în această perioadă, o sprijină pe Maria Gheorghiu, câștigătoarea ediției din 1993 a Festivalului național de muzică folk „Om bun”, contribuind la popularizarea cantautoarei. Pentru Maria Gheorghiu, Sterian orchestrează piesele „Maria de Mangop”, „Bocetul lui Ioan cel fără de mormânt” și „Ușa ce-o încui”, și participă ca maestru de sunet la înregistrarea albumului Floare de vârtej (lansat în 1998 și apoi reeditat în 2007). De asemenea, face imprimări de studio pentru Ilie Stoian și Cristi Dumitrașcu.
După ce a apărut cu melodii pe două dintre compilațiile Din darul magilor (în 1995, respectiv 1997), în iulie 1998 Sterian lansează albumul Rugă, primul său material editat pe suport compact disc. Alături de Sterian (care cântă la voce, chitară, percuție, muzicuță și pian), participă formația sa din ultimii ani – Mihai Neniță (vioară, pian), Dan Pirici (chitară bas), Oliver Sterian (percuție), Fredy Onofrei (chitară) – dar și câțiva invitați: Gabriel Joițoiu (violoncel), Sorin Minghiat (flaut), Mircea Bodolan și Doru Stănculescu (voci adiționale). Pe acest disc, care este ultimul din cariera lui Sterian, artistul revine la sunetele acustice și la muzica folk. Albumul conține piese de mare sensibilitate artistică, unele devenind hituri: „Anotimpuri”, „Pariu pe o lacrimă”, „Rugă”, „Viață duplicitară”. Piesa care dă numele albumului se remarcă ca una din cele mai cunoscute creații semnate Vali Sterian și a fost preluată de-a lungul timpului de alți artiști români precum Paula Seling, Victor Socaciu sau Cristian Pațurcă. Versurile ei aparțin seniorului Corneliu Coposu și au fost scrise în închisoare, în perioada când acesta era deținut politic.
Spre finalul lui 1998, Fredy Onofrei îi lasă locul la chitară lui Ilie Vorvoreanu, iar casa de discuri Roton, cea cu care Sterian a colaborat pentru albumul Rugă, îi produce o piesă nouă – „Prognoză”.
În iunie 2000 apare The Very Best of Valeriu Sterian, o compilație editată pe CD la casa de producție Fundația Culturală Phoenix. Materialul conține 18 dintre cele mai cunoscute piese din repertoriul cantautorului, prezentate în ordine cronologică, selecția cântecelor fiind făcută de însuși Sterian.
Ultima componență a Companiei de Sunet: Dan Pirici (chitară bas), Oliver Sterian (percuție), Ilie Vorvoreanu (chitară).

### Decesul și evenimente postume
Valeriu Sterian se stinge din viață pe data de 16 septembrie 2000, cu câteva zile înaintea aniversării a 48 de ani, bolnav de cancer.
Fundația Culturală Phoenix lansează pe piață în luna decembrie 2000 Din darul magilor 5 – In memoriam Valeriu Sterian, un album postum cu piese cunoscute ale lui Vali, reorchestrate și interpretate de alți artiști români: Mircea Baniciu, Dinu Olărașu, Alexandru Andrieș, Cristian Pațurcă, Doru Stănculescu, Victor Socaciu, Narcisa Suciu, Marcela Buruian, Mircea Bodolan, Ilie Vorvoreanu.
În 2005 se organizează concertul „In memoriam Valeriu Sterian” la Râmnicu Sărat, orașul natal al artistului. La eveniment participă George Stanca, Victor Socaciu, Vasile Șeicaru, Andrei Partoș, Florin Chilian, Zoia Alecu, Emil Constantinescu și mulți alți prieteni ai folkistului. De asemenea, evenimentul găzduiește și o lansare de carte-document despre viața lui Sterian, Pariu pe o lacrimă, scrisă în numai o săptămână de Vasile Ghinea. Școala nr. 8 din Râmnicu Sărat, unde a învațat Vali Sterian, îi poartă numele.
În data de 3 noiembrie 2008, cotidianul Jurnalul Național publică un supliment însoțit de CD, dedicat lui Vali Sterian. Piese ale sale au fost incluse de-a lungul timpului pe diverse compilații de muzică românească. De asemenea, sunt organizate periodic manifestări folk în memoria lui. În fiecare an, de ziua lui are loc un concert în care îi sunt cântate creațiile. Aceste concerte sunt organizate de Eugen Avram, folkist lansat și impus de Sterian, și care a compus o piesă instrumentală în memoria lui, inclusă pe discul de autor Regăsire (2004).

## Viață personală
Valeriu Sterian a fost căsătorit din 1976 cu Lucia Sterian, tot psiholog de profesie. Împreună au un fiu, Oliver, în prezent bateristul grupului Voltaj. A avut strânse relații de prietenie cu Dida Drăgan și Alexandru Andrieș. 
Florin Chilian, pe când avea doar 16 ani, își câștiga existența cărând sculele lui Vali Sterian. Acesta își amintea într-un interviu: „Din clasa a X-a a trebuit să mă întrețin singur. M-am angajat la Compania de Sunet a lui Vali Sterian. A fost marele meu noroc. Acasă nu aveam casetofon, pick-up sau radio. La concertele lui Vali Sterian am înțeles ce este muzica.”
În toamna lui 1999 este implicat într-un accident de circulație pe Bulevardul Gheorghe Magheru din centrul Capitalei, în urma căruia două persoane și-au pierdut viața. Valeriu Sterian a fost arestat pe data de 4 octombrie a aceluiași an, fiind acuzat de „ucidere din culpă și conducere a autoturismului sub influența băuturilor alcoolice”. A fost eliberat din arest după o lună de zile, considerându-se că poate fi cercetat în stare de libertate. Procesul n-a mai avut loc din cauza decesului inculpatului, iar cazul nu a fost elucidat nici până astăzi. Exista în stadiu de proiect un următor album de studio, cu titlul de lucru 62, planificat să fie terminat în 2001 (62 reprezenta numărul sub care a fost încarcerat artistul în arestul Poliției Capitalei). De asemenea, înainte de deces, exista proiectul unui album antologic, cu cântece compuse de Vali Sterian și interpretate de tinere soliste.

## Citate despre Valeriu Sterian
„Era de o perseverență extraordinară. Și perseverența asta l-a ținut toată viața.”— Costică Sterian
„Valeriu Sterian era un profesionist, tot ce-ți puteai dori in materie de cunoștințe muzicale; a cântat alături de Joan Baez. Promova tinerele talente, dar era și un iubitor de manifest, de protest.”— Lucia Sterian
„Și-a scris singur majoritatea cântecelor și nu a scris decât despre lucruri care l-au intrigat sau impresionat puternic și tocmai așa pot să afirm cu siguranță că Vali Sterian este cel mai ușor de înțeles ascultându-i muzica. Acolo, printre cuvinte, Vali e cel mai sincer și cu noi și cu el însuși.”— Oliver Sterian
„Cânta la mare, pe o terasă la Mamaia, la Hotel București, și în fiecare seară terasa era arhiplină. Nu găseai un loc. Străinii îi spuneau chiar «micul Dylan», lucru de care Vali era extrem de mândru.”— Paul Grigoriu
„A ars până la ultima picătură crezând în muzica sa!”— Nicu Alifantis
„Era unul dintre puținii oameni care aveau o verticalitate a spiritului și a gestului, care știa să spună nu, indiferent de eventualele consecințe pe care le știa.”— Florin Chilian
„Valeriu Sterian a fost un om care a înțeles mai devreme decât alții mersul lucrurilor și l-a făcut public tuturor.”— Emil Constantinescu
„La noi, folkul nu putea să fie de protest, ca în alte țări, din cauza regimului comunist. Doar trei oameni au reușit să protesteze muzical: Mircea Florian, Nicu Vladimir și Valeriu Sterian. Nu era un «Gică contra» degeaba sau un rebel fără cauză.”— Teodora Ionescu
„N-a făcut compromisuri sub nici un regim politic. A știut întotdeauna ce a vrut și a urmărit cu rigurozitate.”— Eugen Avram
„Eu zic să ascultăm cântecele lui și să ne bucurăm de lumina din ele, primindu-l pe Vali Sterian în sufletul nostru ca pe un prieten adevărat.”— Alexandru Andrieș

## Discografie

### Albume
Valeriu Sterian a realizat șapte albume de creație și două discuri single. Până în 1990, materialele sale au apărut la Electrecord, singura casă de discuri din România. După 1990, și-a lansat albumele sub egida propriei case de producție, Compania de Sunet. Acestora li se adaugă o compilație retrospectivă, alcătuită și lansată de muzician chiar în ultimele luni de activitate, dar și un album tribut cu cântece din repertoriul său, în interpretarea altor artiști români.
| Titlul albumului                                  | Tip                       | An   | Casă de discuri și serie de catalog                       | Suport                         | Nr. piese |
| ------------------------------------------------- | ------------------------- | ---- | --------------------------------------------------------- | ------------------------------ | --------- |
| Cu iubirea de moșie/Cântec de oameni              | single                    | 1977 | Electrecord 45-STM-EDC 10499                              | disc vinil 7"                  | 2         |
| Antirăzboinică                                    | album de studio           | 1979 | Electrecord STM-EDE 01536 / ST-EDE 01536                  | disc vinil 12"                 | 10        |
| Veac XX                                           | album de studio           | 1982 | Electrecord ST-EDE 02073                                  | disc vinil 12"                 | 11        |
| Nimic fără oameni                                 | album de studio           | 1989 | Electrecord ST-EDE 03633 / STC 00601                      | disc vinil 12" și casetă audio | 9/13      |
| Netter i Romania/Nopți                            | single                    | 1990 | Norsk Plateproduksjon IDS 11 / NKK 6                      | disc vinil 7" și casetă audio  | 2         |
| Vino, Doamne!                                     | album de studio           | 1991 | Compania de Sunet & Metropol Music ST-CS 001 / ST-CS 0273 | disc vinil 12" și casetă audio | 8         |
| S-a votat Codul penal                             | album de studio           | 1992 | Compania de Sunet & Eurostar CDS-CS 0122                  | disc vinil 12" și casetă audio | 10        |
| Evenimentul zilei... și altele                    | album de studio           | 1994 | Compania de Sunet & Eurostar CDS-CS 0148                  | disc vinil 12" și casetă audio | 8/13      |
| Rugă                                              | album de studio           | 1998 | Compania de Sunet & Roton ROCD 134                        | compact disc și casetă audio   | 14        |
| The Very Best of Valeriu Sterian                  | compilație                | 2000 | Fundația Culturală Phoenix PH-CD 029 / PH-MC 029          | compact disc și casetă audio   | 18/15     |
| Din darul magilor 5 – In memoriam Valeriu Sterian | album tribut / compilație | 2000 | Fundația Culturală Phoenix PH-CD 033 / PH-MC 033          | compact disc și casetă audio   | 18        |
| Muzică de colecție, Vol. 66 – Vali Sterian        | compilație / reeditare    | 2008 | Jurnalul Național, Compania de Sunet & Electrecord        | compact disc                   | 18        |

### Alte piese
Aceasta este o listă cu piese ce nu apar pe albumele lui Valeriu Sterian. Înregistrate în studio, unele din aceste cântece nu au fost editate niciodată pe un suport audio, altele au apărut pe diverse compilații, eventual cu alte orchestrații față de variantele existente pe discurile cantautorului. Lista cuprinde și câteva imprimări live, păstrate în arhiva TVR sau în colecții particulare.
| Titlul cântecului                          | An   | Detalii despre înregistrarea și/sau apariția cântecului |
| ------------------------------------------ | ---- | --- |
| „Om ca oricare”                            | 1973 | Prima compoziție realizată pe chitară de Vali Sterian, înregistrată inițial în 1973, apoi în studioul Radio în 1978 (într-o versiune doar cu voce și chitară acustică). Mult mai târziu, a fost reorchestrată (fiind adăugată muzicuța) și inclusă pe caseta audio Evenimentul zilei... și altele (1994). |
| „Soarele și luna”                          | 1973 | Piesă compusă și interpretată de Vali și Carmen (Carmen Marin). În prezent, s-a păstrat un fragment din piesă, înregistrat probabil la Festivalul „Primăvara Baladelor” din 1973. |
| „Mica publicitate”, „Educație prin cântec” | (?)  | Versiunile originale ale pieselor, compuse și înregistrate în anii ’70, cântate în Cenaclul Flacăra (alături de „Nopți”, „Baladă pentru un soldat”, „Eroilor noști”, „Dormi în pace”, „Moara” și altele). În anii ’90, Sterian a refăcut aceste două cântece (în variante mai apropiate de rock) și le-a inclus pe albumele sale: „Mica publicitate” apare pe caseta audio Evenimentul zilei... și altele, iar „Educație prin cântec” pe discul S-a votat Codul penal (cu subtitlul „Interdicții”). |
| „Balada celor cinci cai colorați” (live)   | 1977 | Piesă înregistrată într-un concert Cenaclul Flacăra din 1977, de la Sala Olimpia din Timișoara, păstrată în arhiva personală a lui Evandro Rossetti (împreună cu alte două piese din același concert: „Om ca oricare” și „Amintire cu haiduci”). „Balada celor cinci cai colorați” a fost compusă de Carmen Marin pe versurile lui Sterian și nu a fost vreodată imprimată în studio. |
| „Eroilor noștri”, „Amintire cu haiduci”    | 1977 | Piese înregistrate în 1977 în formula: Vali Sterian – voce și chitară acustică, Cornel Ionescu – muzicuță, Gabi Vulpe – bas, Iulian Constantinescu – percuție. Apărute pe o culegere folk editată de Electrecord în 1978. „Amintire cu haiduci” a fost compusă în 1976, în vreme ce „Eroilor noștri” datează din perioada Vali și Carmen (există o filmare TVR din 1974, cu Sterian și Carmen Cula cântând această piesă într-o primă variantă). „Amintire cu haiduci” a apărut mult mai târziu și pe suport CD, odată cu lansarea compilației Club A – Epoca de aur (2003), fiind apoi reluată pe discul scos de Jurnalul Național (2008). |
| „Cântec de oameni” (live)                  | 1978 | Înregistrare dintr-un concert desfășurat la Buzău în 1978. Piesa a fost difuzată în emisiunea Antena Cântării României la TVR. Componența din filmare: Vali Sterian – voce și chitară acustică, Sorin Minghiat – flaut, Iulian Constantinescu – bongos. |
| „Cercul vital”                             | 1983 | Piesă înregistrată în 1983, probabil împreună cu Compania de Sunet. Compoziția stă la baza melodiei „Viața la bloc” de pe albumul Rugă (unde apare cu alte versuri și într-o orchestrație mai orientată către folk). |
| „Speranțe vii”                             | 1986 | Piesă compusă în 1985 de Adrian Ilie (muzică și text) și înregistrată în martie–aprilie 1986 în studioul muzical al Televiziunii Române, în aceeași sesiune cu „Fericire” și „Zori de zi” (acestea două vor fi editate mult mai târziu pe CD-ul The Very Best of Valeriu Sterian). Componența la înregistrare: Valeriu Sterian – voce și chitară armonie, Adrian Ilie – chitară solo, Jerry Schwartz – bas, Doru Istudor „M.S.” – baterie. |
| „Nights”, „Anxiety”                        | 1990 | Variantele în limba engleză ale pieselor „Nopți”, respectiv „Anxietate”. Variantele în limba română figurează pe discul Vino, Doamne!, lansat pe piață în anul următor. |
| „Nopți” (live)                             | 1990 | Cântată la mijlocul lunii mai 1990, la Manifestațiile din Piața Universității (Golaniada), doar cu vocea și chitara acustică. |
| „Chip fără chip”                           | 1991 | Piesă compusă pe un text de Herta Müller, înregistrată în 1991 în manieră rock (cu chitară electrică și baterie). Sterian apare cântând această melodie în filmul artistic Vulpe - vânător (1993, regia Stere Gulea). Piesa a fost refăcută cu alt text (scris de Sterian) și cu titlul „În loc de horoscop”, fiind inclusă pe albumul Evenimentul zilei... și altele. |
| „Vom reclădi speranța”                     | 1992 | Prima variantă a piesei „Escu” (de pe discul S-a votat Codul penal). Înregistrată în 1992 de Vali Sterian (voce, chitară și probabil muzicuță), cu textul original, în care sunt menționați explicit Ceaușescu și Iliescu. Varianta apărută pe album are un text ușor modificat, numele celor doi fiind înlocuite cu „Escu”. |
| „Cu iubirea de moșie”, „Zori de zi”        | 1995 | Piese remixate în studioul „B’Inișor” și incluse pe compilația Gala Tele7ABC – Ediție limitată nr. 5 (LP produs în 1000 de exemplare numerotate și vândut la concertul din 25 mai 1995, de la Sala Polivalentă din București). „Cu iubirea de moșie” este reînregistrată într-o versiune rock (cu baterie). |
| „Un cântec”                                | 1995 | Prima variantă a piesei „Anotimpuri” (apărută ulterior pe discul Rugă). Inclusă pe primul volum din seria Din darul magilor, lansat în 1995 de către Fundația Culturală Phoenix. Înregistrată în formula: Vali Sterian – voce și chitară, Fredy Onofrei – chitară, Dan Pirici și Oliver Sterian – percuții. |
| „Pudică speranță”                          | 1997 | Piesă publicată pe volumul al treilea al seriei Din darul magilor, apărut pe piață la finalul lui 1997, sub egida Fundației Culturale Phoenix. |
| „Prognoză”                                 | 1998 | Piesă produsă de Roton în 1998 și apărută pe compilația Colinde, prezentă și pe Stele pe zăpadă (2000). |
| „Anotimpuri”                               | 2021 | Piesă remixată de Voltaj, folosind fragmente cu vocea originală a cantautorului. Publicată în decembrie 2021 și difuzată la TVR, în încheierea emisiunii Destine ca-n filme, episodul „Valeriu Sterian, rebel cu cauză”. |